# Contea di Baoqing
La contea di Baoqing (宝清县S, Bǎoqīng XiànP) è una contea cinese, situata nella provincia di Heilongjiang e amministrata dalla prefettura di Shuangyashan.